# مانسونز کورنرز (نیویورک)
مانسونز کورنرز (به انگلیسی: Munsons Corners) یک منطقهٔ مسکونی در ایالات متحده آمریکا است که در شهرستان کورتلند، نیویورک واقع شده‌است. مانسونز کورنرز ۵٫۷۷ کیلومتر مربع مساحت و ۲٬۷۲۸ نفر جمعیت دارد و ۳۵۹ متر بالاتر از سطح دریا واقع شده‌است.